# Dalrymple Point
Der Dalrymple Point ist eine 1 km lange, markante und felsige Landspitze an der Nordküste der Joinville-Insel im Archipel der Joinville-Inseln vor dem nördlichen Ende der Antarktischen Halbinsel. Sie markiert die östliche Begrenzung der Einfahrt zur Ambush Bay.
Namensgeber ist der britische Geograph Alexander Dalrymple (1737–1808).